# 全日本吹奏楽コンクール課題曲音源
全日本吹奏楽コンクール課題曲音源では、社団法人 全日本吹奏楽連盟・朝日新聞社主催「全日本吹奏楽コンクール」の大会課題曲の音源に関して詳細に記している。
- 課題曲の概要は「全日本吹奏楽コンクール課題曲」を参照のこと。
- 課題曲の曲名・作曲者一覧は「第1回-第40回全日本吹奏楽コンクール課題曲一覧」、「第41回-第80回全日本吹奏楽コンクール課題曲一覧」を参照のこと。

## 課題曲参考演奏
- これまでの課題曲の参考演奏は、『課題曲参考演奏』『課題曲集』CDとして、全日本吹奏楽連盟 及び ソニー・ミュージックの2法人から現在販売されている。
- 最新の課題曲参考演奏は、毎年12月中旬から全日本吹奏楽連盟より購入することができる。購入方法は郵便振替によって前払いを行い連盟から郵送（宅配便会社による配送）してもらう（翌年2月中旬より郵送開始）方法と、連盟事務局（東京都千代田区三番町）で直接購入する方法の2通りがある。前者の場合は、毎年10月中旬頃より連盟公式ホームページにて課題曲の購入についての告示がなされ、同時に郵便振替による予約が開始される（会報「すいそうがく」にも告示される）。後者の場合は、全国に郵送が開始された後の翌年2月中旬頃から可能となる。このことについても連盟公式ホームページで告示がなされる。近年、宅配便会社の代金引換サービスを利用した配送方法も選択できるようになった。
  - 演奏は、近年は「東京佼成ウインドオーケストラ」「Osaka Shion Wind Orchestra（旧・大阪市音楽団）」の2団体が2年おきに交互に行っている。
  - 参考演奏収録・ビデオ撮影は、毎年9月上旬の2日間、ホール（コンサートホールや、文化会館などと呼称される多目的ホール）にて行われる。近年では、演奏が「東京佼成ウインドオーケストラ」の場合は埼玉県の和光市民文化センター サンアゼリア、「大阪市音楽団」の場合は京都府の八幡市文化センターで収録・撮影が行われている。
  - 参考演奏がCD化された1993年度以降は、1993年度、1994年度、1999年度 - 2006年度、2008年度はブレーン、1995年度 - 1997年度は東芝EMI、1998年度はビクターエンタテインメント、2007年度、2009年度、2015年度はフォンテックが製作を行った。
- 最新の課題曲については、CDのみでなく「楽譜セット」「フルスコア集」「DVD」（2005年度以前はVHSテープであった）も販売される。「コンデンススコア」は楽譜セットにのみ付き、単体での販売は行われず、また課題曲Vのコンデンススコアは無い。但し、これらは数に限りがあるため、購入を希望する場合は早めに手配を行うことが望ましい。近年では、単体販売のDVDが売り切れになって購入不可となった年度があり、その場合も重版・再版はされないため注意を要する。売り切れの際は、連盟の公式サイトに「20xx年度の○○○は売り切れのため購入できません」といった旨の周知文が掲載され、以降の購入はできない。また、逆に、過去の課題曲の楽譜などについて、連盟に在庫がある場合は購入できることがあるので、購入したい場合は連盟に電話で問い合わせするとよい（著作権が作者に戻ったものは、各出版社から再版されるものがある。その際、改訂・補筆される場合もあるので、当時のスタイルで演奏したい場合は確認するとよい）。
- 1970年代の参考演奏カセットテープには、通常の演奏の他「木管+打楽器」「金管+打楽器」と、セクション別の演奏が収録されていた。
- 2009年には、佼成出版社より『全日本吹奏楽コンクール 課題曲参考演奏集』のCDが発売されている。

## 課題曲参考演奏団体・指揮者一覧
課題曲参考演奏CD・DVDの録音・撮影・製造は、大会年前年の9月から行われているが、本節では製造年ではなく大会年を基準とする。

### 1975年 - 1992年
| 大会年 | 大会回 | 演奏団体                     | 指揮者                  |
| ------ | ------ | ---------------------------- | ----------------------- |
| 1975年 | 23     | 航空自衛隊音楽隊             | 斉藤高順                |
| 1976年 | 24     | 陸上自衛隊中央音楽隊         | 高橋良雄                |
| 1977年 | 25     | 東京佼成ウインドオーケストラ | 手塚幸紀                |
| 1978年 | 26     | 東京佼成ウインドオーケストラ | A.キューネル            |
| 1979年 | 27     | 東京佼成ウインドオーケストラ | 黒岩英臣                |
| 1980年 | 28     | 東京佼成ウインドオーケストラ | 小松一彦                |
| 1981年 | 29     | 東京佼成ウインドオーケストラ | 小松一彦                |
| 1982年 | 30     | 東京佼成ウインドオーケストラ | 小泉ひろし              |
| 1983年 | 31     | 東京佼成ウインドオーケストラ | 佐藤功太郎              |
| 1984年 | 32     | 東京佼成ウインドオーケストラ | 山岡重信                |
| 1985年 | 33     | 東京佼成ウインドオーケストラ | 山岡重信                |
| 1986年 | 34     | 東京佼成ウインドオーケストラ | F.フェネル              |
| 1987年 | 35     | 東京佼成ウインドオーケストラ | 山岡重信                |
| 1988年 | 36     | 東京佼成ウインドオーケストラ | F.フェネル              |
| 1989年 | 37     | 東京佼成ウインドオーケストラ | F.フェネル              |
| 1990年 | 38     | 東京佼成ウインドオーケストラ | 小田野宏之              |
| 1991年 | 39     | 東京佼成ウインドオーケストラ | 十束尚宏                |
| 1992年 | 40     | 東京佼成ウインドオーケストラ | 中村ユリ（現 新田ユリ） |

### 1993年 - 2012年
| 大会年 | 大会回 | 演奏団体                     | 指揮者                  |
| ------ | ------ | ---------------------------- | ----------------------- |
| 1993年 | 41     | 東京佼成ウインドオーケストラ | 天沼裕子                |
| 1994年 | 42     | 東京佼成ウインドオーケストラ | 天沼裕子                |
| 1995年 | 43     | 東京佼成ウインドオーケストラ | 岩村力                  |
| 1996年 | 44     | 東京佼成ウインドオーケストラ | 岩村力                  |
| 1997年 | 45     | 東京佼成ウインドオーケストラ | 中村ユリ（現 新田ユリ） |
| 1998年 | 46     | 東京佼成ウインドオーケストラ | 森口真司                |
| 1999年 | 47     | 大阪市音楽団                 | 木村吉宏                |
| 2000年 | 48     | 大阪市音楽団                 | 堤俊作                  |
| 2001年 | 49     | 東京佼成ウインドオーケストラ | 時任康文                |
| 2002年 | 50     | 東京佼成ウインドオーケストラ | 沼尻竜典                |
| 2003年 | 51     | 大阪市音楽団                 | 金洪才                  |
| 2004年 | 52     | 大阪市音楽団                 | 金洪才                  |
| 2005年 | 53     | 東京佼成ウインドオーケストラ | 齊藤一郎                |
| 2006年 | 54     | 東京佼成ウインドオーケストラ | 齊藤一郎                |
| 2007年 | 55     | 大阪市音楽団                 | 秋山和慶                |
| 2008年 | 56     | 大阪市音楽団                 | 秋山和慶                |
| 2009年 | 57     | 東京佼成ウインドオーケストラ | ポール・メイエ          |
| 2010年 | 58     | 東京佼成ウインドオーケストラ | 小林恵子                |
| 2011年 | 59     | 大阪市音楽団                 | 秋山和慶                |
| 2012年 | 60     | 大阪市音楽団                 | 秋山和慶                |

### 2013年 -
| 大会年       | 大会回 | 演奏団体                     | 指揮者   |
| ------------ | ------ | ---------------------------- | -------- |
| 2013年       | 61     | 東京佼成ウインドオーケストラ | 齊藤一郎 |
| 2014年       | 62     | 東京佼成ウインドオーケストラ | 山下一史 |
| 2015年       | 63     | 大阪市音楽団                 | 吉田行地 |
| 2016年       | 64     | Osaka Shion Wind Orchestra   | 秋山和慶 |
| 2017年       | 65     | 東京佼成ウインドオーケストラ | 大井剛史 |
| 2018年       | 66     | 東京佼成ウインドオーケストラ | 大井剛史 |
| 2019年       | 67     | Osaka Shion Wind Orchestra   | 秋山和慶 |
| 2020(2021)年 | 68(69) | Osaka Shion Wind Orchestra   | 秋山和慶 |
| 2022年       | 70     | 東京佼成ウインドオーケストラ | 大井剛史 |
| 2023年       | 71     | 東京佼成ウインドオーケストラ | 大井剛史 |
| 2024年       | 72     | Osaka Shion Wind Orchestra   | 秋山和慶 |
| 2025年       | 73     | Osaka Shion Wind Orchestra   | 大井剛史 |